# 登仙峽
登仙峽是台灣旅遊景點，有兩處，一在台中市，另一在台東縣。

## 台中市

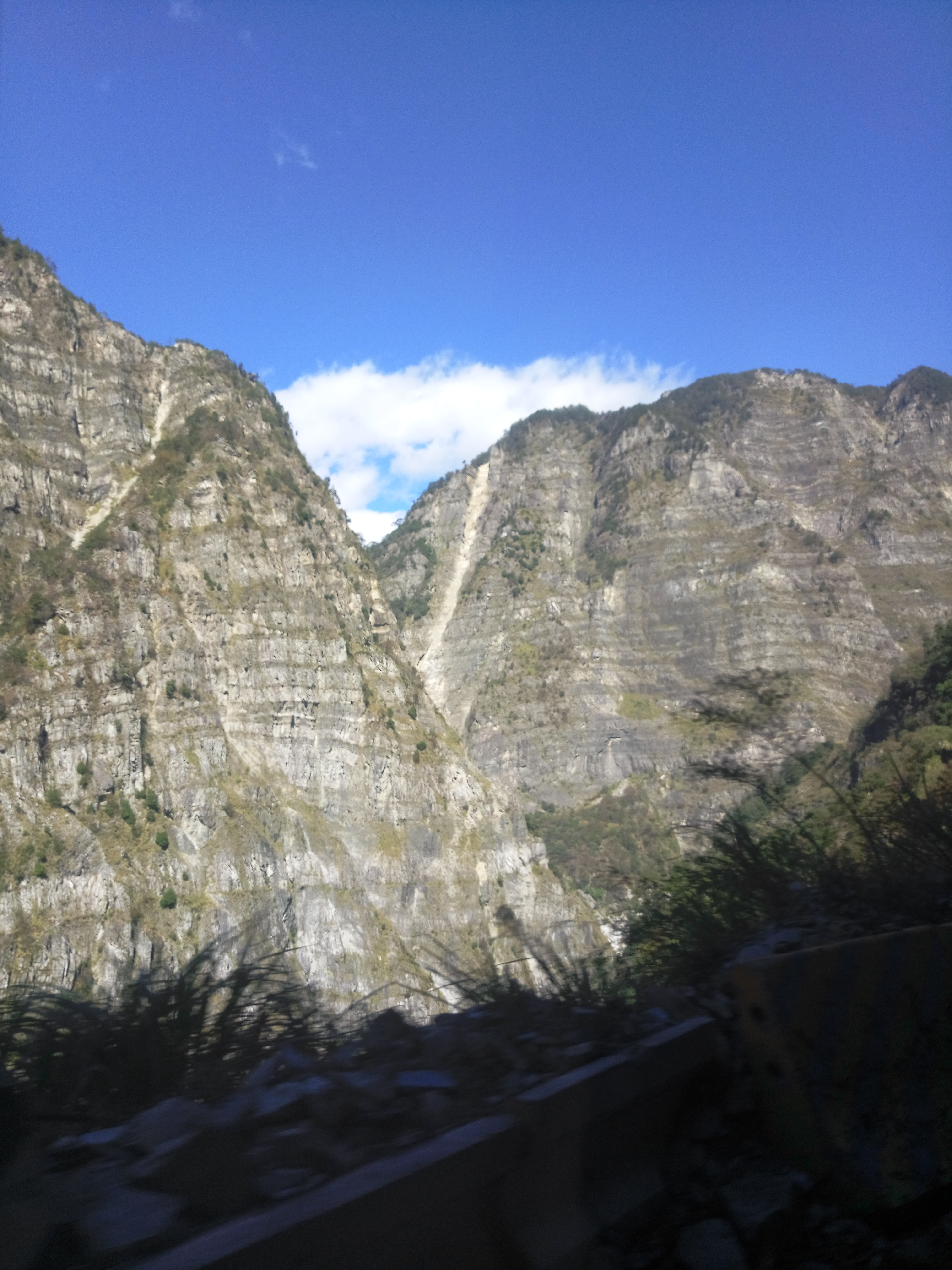
2017年1月，臺中登仙峽

台中市之登仙峽位在和平區，是谷關至達見（德基）間之大甲溪溪谷，原台八線中橫公路青山上線有「光明橋」通過此溪谷（九二一地震之後該橋崩毀）。由日治時代台中州知事水越幸一在昭和3年（1928年）所命名，西邊的青山一帶是「久良屏峽」。

## 台東縣
台東縣之登仙峽位在東河鄉泰源幽谷，係由馬武窟溪切穿海岸山脈所形成，日治時代舊名「昇仙峽」，登仙橋之舊橋原為吊橋，舊名亦為「昇仙橋」，與新橋同位於登仙橋休憩區內。